# 岩永雅也
岩永 雅也（いわなが まさや、1953年 - ）は、日本の教育学者。放送大学長。専門は、教育社会学・社会調査法・生涯学習。

## 来歴
佐賀県藤津郡嬉野町（現・嬉野市）生まれ。就学前に千葉県に転居。
- 1972年 - 東京教育大学附属高等学校（現・筑波大学附属高等学校）卒業
- 1977年 - 東京大学経済学部卒業[2]。
- 1982年 - 東京大学大学院教育学研究科博士課程単位取得満期退学

以後、大阪大学人間科学部助手、放送教育開発センター(メディア教育開発センター)を歴任。1989年放送大学教養学部助教授就任。
2000年放送大学教授、2018年副学長に就任。
2014年、筑波大学大学院図書館情報メディア研究科に於いて博士（学術）の学位を取得《論文博士》。
2021年4月から放送大学長。
高等教育、生涯学習、才能教育を研究。

## 著書
- 『生涯学習論-生涯学習社会の展望』（放送大学教育振興会、2002年）
- 『生涯学習論-現代社会と生涯学習』（放送大学教育振興会、2006年）
- 『教育と社会』（放送大学教育振興会、2011年）
- 『現代の生涯学習』（放送大学教育振興会、2012年）ISBN 978-4-595-31331-8
- 『教育社会学概論』（放送大学教育振興会、2019年）ISBN 978-4-595-31921-1

## 共編著
- 『社会調査法』盛山和夫,近藤博之共編著（NHK出版、1992年）
- 『逸脱の社会学』清永賢二共編著（放送大学教育振興会、1993年）
- 『社会調査の基礎』大塚雄作,高橋一男共編著（放送大学教育振興会、1996年）
- 『創造的才能教育』麻生誠共編（玉川大学出版部、1997年）
- 『社会科学入門-社会の総合的理解のために』坂井素思,橋本裕藏共編著（放送大学教育振興会、1997年）
- 『改訂版 逸脱の社会学』清永賢二共編著（放送大学教育振興会、1998年）
- 『社会学入門』倉沢進,秋元律郎共編著（放送大学教育振興会、2001年）
- 『改訂版 社会調査の基礎』大塚雄作,高橋一男共編著（放送大学教育振興会、2001年）
- 『教育社会学』稲垣恭子共編著（放送大学教育振興会、2003年）
- 『岐路に立つ大学』舘昭共編著（放送大学教育振興会、2004年）
- 『こころとからだ 人間を理解する』滝口俊子,佐藤禮子共編著（放送大学教育振興会、2007年）
- 『大人のための「学問のススメ」』工藤庸子共著（講談社現代新書、2007年）
- 『新版 教育社会学』稲垣恭子共編著（放送大学教育振興会、2007年）
- 『教育と心理の巨人たち』星薫共編著（放送大学教育振興会、2010年）
- 『才能と教育 - 個性と才能の新たな地平線へ』松村暢隆共編著（放送大学教育振興会、2010年）
- 『格差社会と新自由主義』坂井素思共編著（放送大学教育振興会、2011年）
- 『発達科学の先人たち』星薫共編著（放送大学教育振興会、2016年）
- 『現代教育入門』岩崎久美子共編著（放送大学教育振興会、2021年）